# Canadian Olympic Committee
Het Canadian Olympic Committee of Comité Olympique Canadien (COC) is het Canadese Nationaal Olympisch Comité. Het COC vertegenwoordigt alle Canadese atleten op de Olympische Spelen en de Pan-Amerikaanse Spelen. In 1907 werd het COC formeel erkend door het Internationaal Olympisch Comité. Het hoofdkantoor van de organisatie is gevestigd in Toronto. Michael Chambers is anno 2009 de president van het COC.
In mei 2009 tekenden het COC en de Barbados Olympic Association een samenwerkingsovereenkomst.